# Ga Munsan
Ga Munsan (Tiếng Hàn: 문산역, Hanja: 汶山驛) là ga đường sắt trên Tuyến Gyeongui, và cũng là ga cuối phía Bắc của tuyến tàu điện ngầm. Nó là ga gần nhất của Tàu điện ngầm Seoul đến biên giới giáp Triều Tiên có mở cửa dịch vụ cho hành khách, chỉ cách vài cây số.

## Bố trí ga
| ↑ Uncheon                  |
| \| ６５ \| ４３ \| ２１ \| |
| Paju ↓                     |

| 1·2 | ● Tuyến Gyeongui–Jungang | Địa phương·Tốc hành | → Hướng đi Ilsan · Seoul · Yongsan · Deokso · Jipyeong →     | Hoạt động 24/7       |
| 3·4 | ● Tuyến Gyeongui–Jungang | Tàu đưa đón         | ← Hướng đi Uncheon · Imjingang                               | 2 đến 4 lần một ngày |
| 5·6 | Tuyến Gyeongui           | DMZ Train           | ← Hướng đi Dorasan · Imjingang · Uncheon · Seoul · Yongsan → | Không sử dụng        |

## Liên kết
- (tiếng Hàn) Thông tin ga[liên kết hỏng] từ Korail